# Romolo Casamonica
Romolo Casamonica, soprannominato Zorba (Roma, 23 dicembre 1962), è un ex pugile italiano, olimpionico a Los Angeles 1984, campione italiano dei pesi welter (1987-1988) e dei pesi superwelter (1990) e due volte sfidante al titolo europeo dei superwelter. Anche il fratello minore Sandro è stato un pugile professionista di ottimo livello.

## Biografia

### Carriera da dilettante
Di etnia sinti, è stato vicecampione italiano dilettanti a Lucca, nel 1982, nei pesi superwelter. Ha vinto la medaglia di bronzo ai IX Giochi del Mediterraneo di Casablanca, nel 1983. Ai Campionati europei di pugilato dilettanti dello stesso anno, a Varna, si è fermato ai quarti di finale. In ottobre, nella sua Roma, ha vinto la medaglia d'argento alla Coppa del Mondo, nei superwelter.
Ha poi rappresentato l’Italia alle Olimpiadi di Los Angeles 1984 nella stessa categoria. Ha superato al primo turno l'irlandese Sam Storey ma, nel dopo match, gli si riacutizzò un dolore alla mano destra per una precedente frattura. Prima di salire sul ring per il secondo turno chiese invano un'iniezione di novocaina ma i medici giunsero in ritardo. Perde così, con verdetto unanime ai punti, dallo statunitense Frank Tate che poi vince la medaglia d’oro.

### Carriera da professionista
Professionista dal 1985, giunge imbattuto (18 vittorie e 2 pari) alla sfida per il titolo italiano dei pesi welter, che fa suo il 10 luglio 1987 al Forte Village di Santa Margherita di Pula, battendo Lorenzo Giappone per knock-out tecnico alla decima ripresa.
Difende vittoriosamente la cintura contro Luciano Navarra, battendolo per knock-out tecnico all’ottava. Subisce la sua prima sconfitta l'8 ottobre 1988 al ventiquattresimo combattimento, nel tentativo di conquistare il titolo europeo dei superwelter, di fronte ai pugni del francese René Jacquot, futuro campione mondiale.
Si riprende il titolo italiano, che aveva abbandonato per tentare la "scalata" europea, nei pesi superwelter l’11 aprile 1990, battendo ai punti Santo Colombo. Lo difende due volte battendo prima del limite Giuseppe Leto e Benito Guida. Poi dirada la sua attività pugilistica.
Combatte una sola volta nel 1991 e una nel 1992. L’11 aprile 1993 fa un secondo tentativo di conquistare la cintura europea dei superwelter ma è sconfitto a Soissons dal francese Laurent Boudouani per KO al nono round.
Combatte ancora una sola volta vittoriosamente nel 1996 poi abbandona l’attività agonistica con l'invidiabile percentuale del 66,67%  di incontri vinti prima del limite (80% tenendo conto soltanto di quelli vittoriosi).

### Cronaca
Romolo Casamonica è stato coinvolto in varie vicende di presunta estorsione, dal 2010 in poi, per le quali è stato anche colpito da misure di custodia cautelare.